# Fukushima prefektur
Fukushima prefektur (japanska: 福島県?, Fukushima‐ken) är ett administrativt område i Japan. Prefekturen är belägen i södra delen av Tōhoku‐regionen på ön Honshū i Japan. Residensstad är Fukushima.

## Prefektursymboler
Fukushimas emblem och flagga antogs den 23 oktober 1968, medelst notis nummer 1067. Emblemet utgörs av en stilisering av hiragana‐tecknet ふ (”Fu” som i ”Fukushima”), och symboliserar enhet, vänskap samt prefekturens stadiga, gränslösa framåtskridande.
Flaggan har proportionerna 2:3. Denna visar ett vitt prefekturemblem förskjutet mot stångsidan uppå en orange bakgrund, vars färg står för hopp och kärlek.

## Administrativ indelning
Prefekturen var år 2016 indelad i tretton städer (‐shi) och 46 landskommuner (‐machi ”köpingar” och ‐mura ”byar”). Landskommunerna grupperas i 13 distrikt (‐gun). Distrikten har ingen administrativ funktion utan fungerar i huvudsak som postadressområden.
Städer:
- Aizuwakamatsu, Date, Fukushima, Iwaki, Kitakata, Kōriyama, Minamisōma, Motomiya, Nihonmatsu, Shirakawa, Sōma, Sukagawa, Tamura

Distrikt och landskommuner:
| - Adachi distrikt - Ōtama - Date distrikt - Kawamata - Koori - Kunimi - Futaba distrikt - Futaba - Hirono - Katsurao - Kawauchi - Namie - Naraha - Ōkuma - Tomioka - Higashishirakawa distrikt - Hanawa - Samegawa - Tanagura - Yamatsuri | - Ishikawa distrikt - Asakawa - Furudono - Hirata - Ishikawa - Tamakawa - Iwase distrikt - Kagamiishi - Tenei - Kawanuma distrikt - Aizubange - Yanaizu - Yugawa - Minamiaizu distrikt - Hinoemata - Minamiaizu - Shimogō - Tadami - Nishishirakawa distrikt - Izumizaki - Nakajima - Nishigō - Yabuki | - Ōnuma distrikt - Aizumisato - Kaneyama - Mishima - Shōwa - Sōma distrikt - Iitate - Shinchi - Tamura distrikt - Miharu - Ono - Yama distrikt - Bandai - Inawashiro - Kitashiobara - Nishiaizu |

## Kärnkraftverk
I Fukushima finns två kärnkraftsanläggningar med totalt tio reaktorer, sex reaktorer i Fukushima I samt fyra reaktorer i Fukushima II. Dessa anläggningar skadades allvarligt vid jordbävningen vid Tōhoku 2011 där reaktorerna 1–3 i Fukushima I drabbades av härdsmältor och reaktor 4 i Fukushima I av en kraftig vätgasexplosion. Dessa fyra reaktorer blev totalförstörda och formellt beslut om att riva dem fattades den 19 maj 2011. Övriga sex reaktorer i Fukushima II var förhållandevis oskadade efter jordbävningen och tsunamin, men beslut om avveckling fattades den 17 december 2013 (reaktor 5 och 6 i Fukushima II) respektive 30 september 2019 (reaktor 1–4 i Fukushima II).